# Frank Schweizer
Frank Schweizer (* 20. September 1969 in Geislingen/Steige, Deutschland) ist ein deutscher Philosoph, Kritiker, Fantasy- und Sachbuchautor. Er lebt in Ostfildern bei Stuttgart.

## Leben
Nach dem Studium der Germanistik und der Philosophie und seiner Promotion über Adalbert Stifter arbeitete Frank Schweizer zuerst in der Comicredaktion von Dino Entertainment. Dort war er redaktionell für den Digimon-Comic und die Herausgabe diverser Manga zuständig. Seit 2003 ist er unabhängiger Buchautor und selbstständiger Dozent. Er ist mit Uta Schweizer verheiratet.

## Werk

### Fantasy
Obwohl seine Fantasyromane Grendl (2007) und Gott (2009) aufgrund des absurden Humors oft mit Terry Pratchett, Douglas Adams oder Robert Asprin verglichen werden, verfolgt Frank Schweizer konsequent seinen eigenen Stil. Zwischen "philosophischer Komödie" und "roadmovieartiger" "Fantasy-Satire" nehmen seine Werke Religion und Gesellschaft aufs Korn.

### Philosophische Schriften
Schweizer stellt in Wie Philosophen sterben (2003) die Frage nach der Ernsthaftigkeit der Philosophie. Er sammelt darin die Sterbeszenen sämtlicher einflussreicher Philosophen und kontrastiert sie mit den Ansprüchen ihrer eigenen Philosophie.
In dem 2009 erschienenen Buch Die Bedeutungsindustrie – eine Einführung in die Unarten der Germanistik setzt sich Schweizer mit der Germanistik auseinander. Diese halte seit mehr als hundert Jahren an der Methode Interpretation fest, ohne sich kritisch mit ihren eigenen geistigen Fundamenten auseinandergesetzt zu haben. Literaturwissenschaftliche Ansätze wie Formalismus, Strukturalismus oder Dekonstruktivismus hält Schweizer für Rettungsversuche der Interpretation. Die Germanistik könne die Wahrheitskriterien ihrer Ergebnisse nicht angeben, deswegen liefere sie keine allgemeingültigen Erkenntnisse. Stattdessen ersetze akademische Autorität die Überprüfbarkeit. Er spricht der Germanistik die Wissenschaftlichkeit ab.

## Übersicht

### Buchveröffentlichungen
- Seltsame Sprache(n) – Oder wie man am Amazonas bis drei zählt. Leipzig 2011. ISBN 978-3861898474
- Die Bedeutungsindustrie – Eine Einführung in die Unarten der Germanistik. Berlin 2009. ISBN 978-3-86938009-4
- Gott. Fantasyroman. Windeck 2009. ISBN 978-3-89840-287-3
- Kuchen nur versehentlich gesendet! Kulinarische Anekdoten und Kuriositäten. Stuttgart 2009. ISBN 978-3-15-010686-0
- Grendl. Fantasyroman. Graz 2007. ISBN 978-3-95021855-8
- Ich stelle fest, ich bin einzig. Die Großen der Geschichte in Anekdoten. Stuttgart 2007. ISBN 978-3-15-010633-4
- Nur einer hat mich verstanden. Philosophenanekdoten. Stuttgart 2006. ISBN 978-3-15-010590-0
- René Descartes: Abhandlung über die Methode die Vernunft richtig zu gebrauchen. Herausgeber und Vorwort. Wiesbaden 2006. ISBN 978-3-86539-066-0
- Adrien Baillet: Das Leben des René Descartes. Übersetzung und Nachwort. Klagenfurt 2006. ISBN 978-3-902005-66-3
- Wie Philosophen sterben. München 2003. ISBN 978-3-931680-42-8
- Ästhetische Wirkungen in Adalbert Stifters Studien. Frankfurt 2001. ISBN 978-3631381014

### Kurzgeschichten
- Mörkellaver. Das Buch der lebenden Toten. 2010. ISBN 978-3950255-81-2
- Das Vieh. Das Experiment. Jahresanthologie 2009. ISBN 978-3939914-12-9
- Skall. Fantasia 220/221. 2008. ISBN 978-3939914099
- Inspektor Pyrrhon und der Killerfön. Das Mirakel. Jahresanthologie 2007. ISBN 978-3932621-99-4

### Wissenschaftliche Aufsätze (Auswahl)
- Gibt es philosophische Urworte oder warum Heidegger das Wort "aletheia" nie richtig verstand. Aufklärung und Kritik (2) 2010. ISSN 0945-6627
- Kritische Anmerkungen zum Grammatikunterricht im Fremdsprachenunterricht. Didaktik (online) 2010.
- Die Philosophie des Interviews. Aufklärung und Kritik (1) 2010. ISSN 0945-6627
- Adel und Volk in Nietzsches lateinischer Schrift „De Theognide Megarensi“. Nietzsche Studien(36), 2007. ISBN 978-3110192810

### Hörspiel
- Gott. Action Verlag 2011.